# L・スプレイグ・ディ・キャンプ

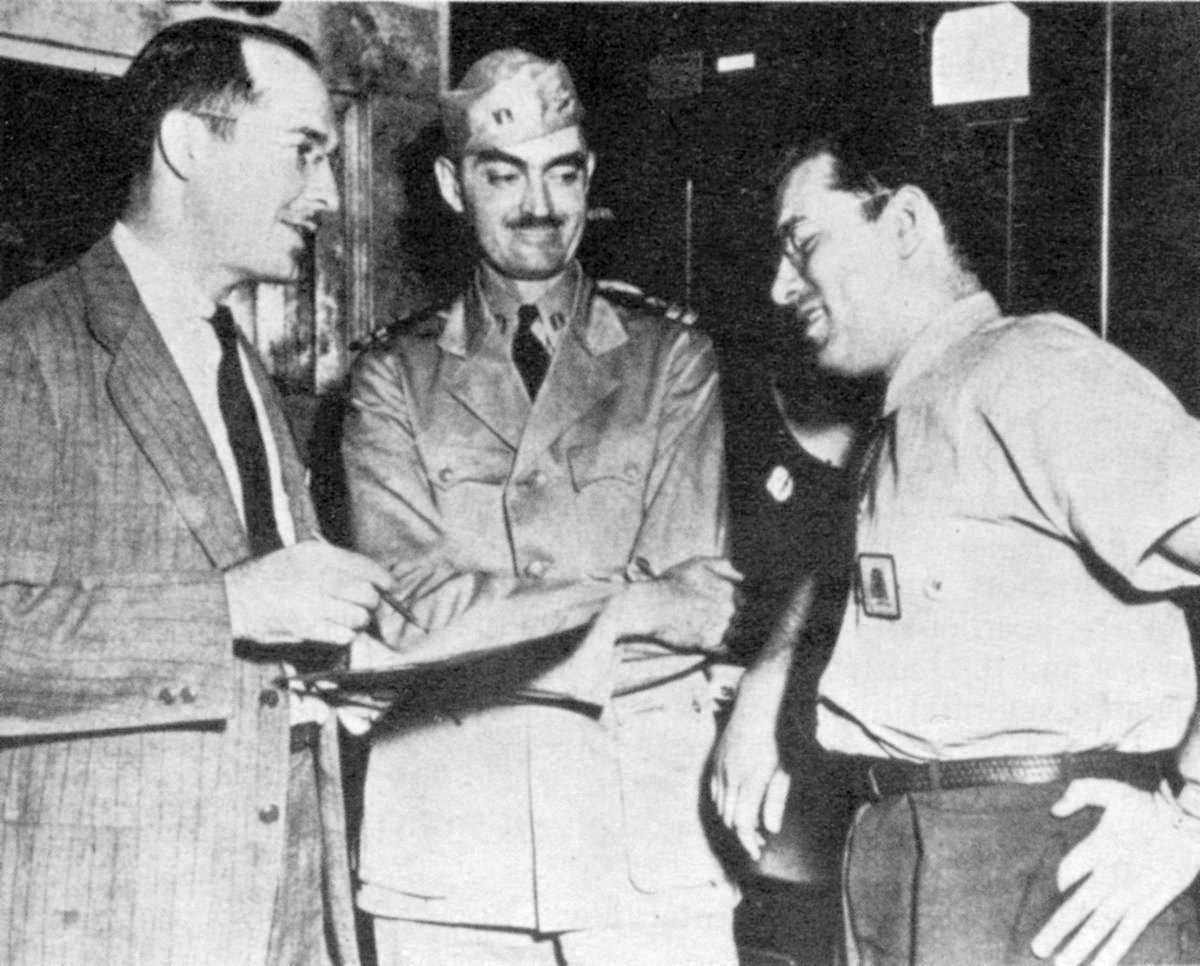
ロバート・A・ハインライン（左）、アイザック・アシモフ（右）と共にフィラデルフィア海軍造船所に勤務するL・スプレイグ・ディ・キャンプ（中央）1944年

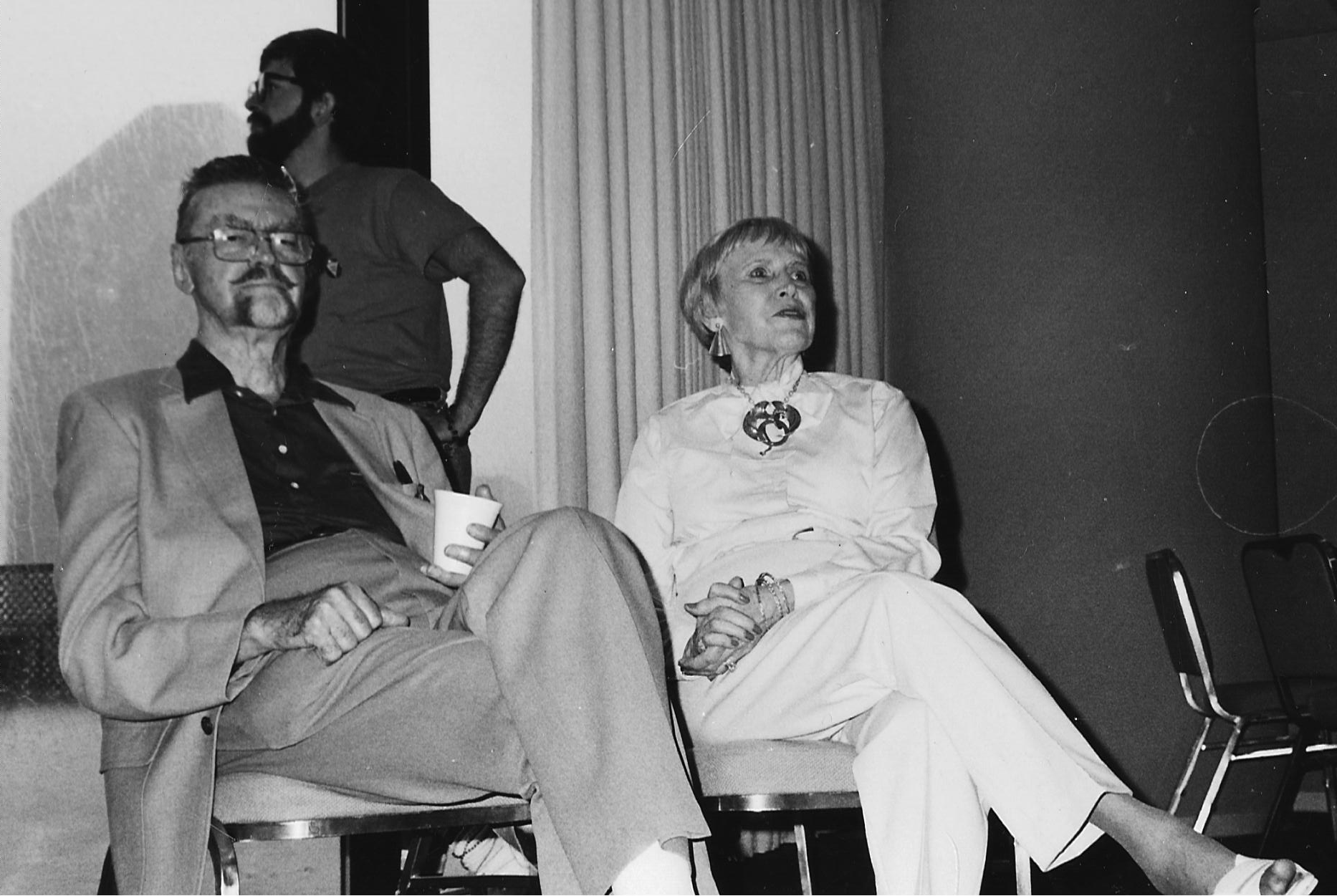
ディ・キャンプ（左）とその夫人キャサリン・クルック・デ・キャンプ（右）と共に。1988年

ライアン・スプレイグ・ディ・キャンプ（Lyon Sprague de Camp, 1907年11月27日 - 2000年11月6日）は、アメリカ合衆国のファンタジー作家、SF作家。ラストネームの de Camp は日本語ではド・キャンプとも表記される。ファーストネームの Lyon は、ほとんどの場合 L とだけ表記され、それ以外ではライアンともリヨンとも表記されている。60年の作家活動期間に100冊以上の本を出版しており、中には他のファンタジー作家の伝記なども含まれる。

## 生涯
ニューヨーク市生まれ。母方の祖父チャールズ・スプレイグは南北戦争経験者で会計士、銀行家であり、ヴォラピュクのハンドブックの英訳をしたことで知られている。
カリフォルニア工科大学で航空工学を学び（1930年卒）、スティーヴンス工科大学で修士号を取得（1933年）。
1939年にキャサリン・クルック (Catherine Crook) と結婚。1960年代になると夫婦で合作するようになった。
1942年にアメリカ海軍予備役となり、第二次世界大戦中は、アイザック・アシモフ、ロバート・A・ハインラインと共にフィラデルフィア海軍造船所で過ごした。
ディ・キャンプはフレッチャー・プラットが創設した、トラップ・ドア・スパイダースという、ニューヨーク在住の男ばかりの文士の集まりの一員で、これがアイザック・アシモフの作った架空の「黒後家蜘蛛の会」の元になった。ディ・キャンプは弁護士ジェフリー・アヴァロンのモデルである。
また、1960年代に結成されたアメリカ剣士と魔術師ギルドというヒロイック・ファンタジー作家グループの一員となった（リン・カーター、ジョン・ジェイクスとの３名で創設）。このグループの作家の作品はリン・カーターのアンソロジーに収録された。
1989年、テキサス州プレイノに引っ越し、そこで妻が亡くなった7箇月後の2000年11月6日に死去。この日は妻の誕生日だった。遺骨は妻のものと合わせてアーリントン国立墓地に埋葬された。
ディ・キャンプの約1200冊の蔵書は2005年にオークションにかけられた。中には友人だったアイザック・アシモフやカール・セーガンのサイン入りの本もあった。

## 作品
ディ・キャンプは唯物論者であり、その観点で社会、歴史、テクノロジー、神話を描いた。長い作家生活の中で多数の小説やノンフィクションや詩を書いている。
また、教育者的観点で書くこともあった。非常に理性的かつ論理的な思想家であり、他者の作品に論理的誤りや不合理を発見するとよく憤慨した。例えば、マーク・トウェインの『アーサー王宮廷のコネチカット・ヤンキー』に対して似たようなタイムトラベル小説を書いた。その中で、タイムトラベルの手段を合理的にし、主人公の技術的専門知識を信じられるレベルで描き、同時にその時代の技術的限界を描いた。
同様な観点で、スペースオペラや惑星冒険ものをディ・キャンプ流に再構築したのが Viagens Interplanetarias というシリーズで、ヒロイック・ファンタジーによくある先史時代の失われた文明という設定をディ・キャンプ流に再構築したのが Pusadian series である。創作上の約束事をあばかない場合は、神話や伝説の背景にある不思議な前提を受け入れつつも、それらを独自の論理体系にあてはめて検証するという姿勢が顕著である。例えばフレッチャー・プラットとの共著である「ハロルド・シェイ」シリーズがある。ディ・キャンプの説明好きの傾向はノンフィクションにも表れている。

### サイエンス・フィクション
ディ・キャンプのSFは言語学と歴史学を重点的に扱っている。『アスタウンディング・サイエンス・フィクション』誌1937年9月号に "The Isolinguals" でデビュー。SF作家としてはタイムトラベルものと歴史改変ものを得意とした。代表的作品『闇よ落ちるなかれ』(1939) は日本でもよく知られている。
最も続いた作品郡は Viagens Interplanetarias シリーズで、ブラジルが世界を支配している未来を描いている。彼のViagens小説のうち最も影響力のあるものは、恒星間接触によって蝕まれた蜂の巣型社会の物語である ローグ・クィーン で、これはセクシュアリティをテーマにした最も初期のSF小説の一つである。

### ファンタジー
雑誌『アンノウン』に連載された、フレッチャー・プラットとの合作「ハロルド・シェイ・シリーズ」は、現代人が各種の神話的世界に紛れ込む内容で、「ファンタジーの世界を舞台として、ユーモラスに、合理的なストーリーを展開する」という「アンノウン型ファンタジー」の典型的作品とされた。他に《ギャバガン亭綺譚》シリーズや『妖精の王国』もプラットとの合作である。
アンソロジーの編集者としても知られ、1963年にピラミッド社から出版された、空想英雄譚のアンソロジー『剣と魔法』の副題になった「ヒロイック・ファンタジー」という言葉は、これ以降このサブジャンルをあらわす名称として知られるようになった。また、ロバート・E・ハワードの「英雄コナン」シリーズの続編にも関わっている。他に独自の「剣と魔法」ものも書いている。

### 歴史小説
ディ・キャンプはまた、アケメネス朝の絶頂期からヘレニズム時代の終焉までの時代を歴史小説として書いている。科学知識の進展を共通するテーマとして、探検家、職人、技師、発明家、哲学者などを主人公としている。代表作としてはクセルクセス1世の時代を舞台にした The Dragon of the Ishtar Gate がある。

### ノンフィクション
ディ・キャンプは疑似科学の超自然的主張の嘘を暴露したり、古代文明が当時の技術レベルより進んだ建築（古代エジプトのピラミッドなど）をいかにして建設したのかを考察するといった内容のノンフィクションを書いている。
彼はまた ロバート・E・ハワードとハワード・フィリップス・ラヴクラフトの伝記も書いている。後者はラヴクラフトに関する最初の伝記である。ディ・キャンプは「ありのまま」に書くという姿勢であり、それがバランスを欠いているとファンに批判されることもあった。例えば Blood and Thunder: The Life & Art of Robert E. Howard の作者マーク・フィンは、ディ・キャンプがハワードに対して意図的に質問をし、フロイト派の理論にマッチする答を引き出そうとしたと主張している。
あまり知られていないが、ディ・キャンプは人種差別などのテーマを追求した作品を多数書いており、それを自身ではより正確にエスノセントリズム（自文化中心主義）であるとした。アイザック・アシモフは、ディ・キャンプが、宇宙SFにおいて人間のキャラクターを異星人よりも優れた存在として描く作家たちについて、自分たちのことを他の人種よりも先天的に優れていると思い込んでいる北欧の人々に似ていると考えていたと回想している。

## 受賞歴
- 1966年 - ワールドコンのゲスト・オブ・オナーとして招待された。
- 1976年 - ガンダルフ賞グランドマスター賞
- 1978年 - SFWAグランド・マスター賞
- 1995年 - サイドワイズ賞特別賞
- 1997年 - 自伝 Time and Chance でヒューゴー賞ノンフィクション部門（現関連書籍部門）を受賞

## 作品リスト
日本語訳されたもの。

### 長編
- 『闇よ落ちるなかれ』 Lest Darkness Fall (1939)
- 『妖精の王国』 Land of Unreason (1942) - フレッチャー・プラットと共著
- 『勇者にふられた姫君』 The Undesired Princess and Other Stories (1942&1990)
- 『悪魔の国からこっちに丁稚』 The Fallible Fiend

### ハロルド・シェイ
フレッチャー・プラットと協同執筆
- 『神々の角笛』 The Roaring Trumpet (1940)
- 『妖精郷の騎士』 The Mathematics of Magic (1940)
- 『鋼鉄城の勇士』 The Castele of Iron (1941)
- 『英雄たちの帰還』 Wall of Serpents and Other Stories (1954)

### キンメリアのコナン
ロバート・E・ハワードの『英雄コナン』シリーズの続編。
- 『荒獅子コナン』 Tales of Conan (1955) - ロバート・E・ハワードのメモの補作
- 『復讐鬼コナン』 The Return of Conan (1957) - ビヨン・ニューベリイと協同執筆
- 『コナンと毒蛇の王冠』 Conan the Buccaneer (1971) - リン・カーターと共作
- 『コナン・ザ・グレート』 Conan the Barbarian (1982) - リン・カーターと協同執筆、映画のノヴェライズ

### ノンフィクション
- 『プラトンのアトランティス』 Lost continents

その他未訳の長短編多数あり。